# Němčičky (powiat Brzecław)
Němčičky – wieś na Morawach, w Czechach, w kraju południowomorawskim. Zamieszkuje ją 608 osób.